# Uzel (jednotka)

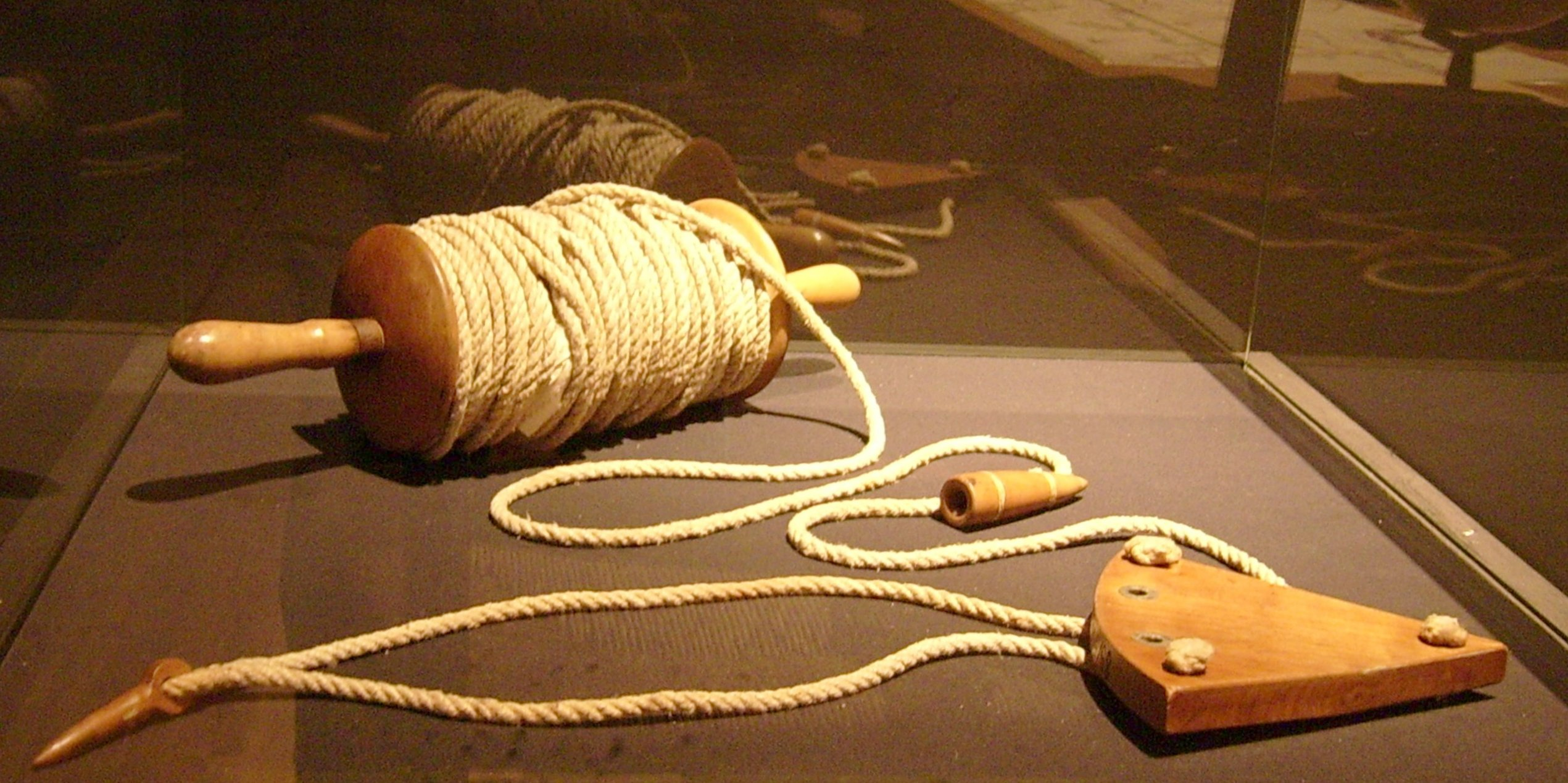
Log

Uzel (knot, značka kt nebo kn) je jednotka rychlosti používaná v mořeplavbě, letectví a meteorologii (tam k určování rychlosti větru). Uzel je definován jako jedna námořní míle (1 852 m) za hodinu.
Tato jednotka vznikla v mořeplavectví a používala se hlavně k vyjádření rychlosti lodi nebo vodního proudu. Definice byla navržena tak, aby rychlost v uzlech byla rovna počtu obloukových minut zeměpisné šířky, které loď ujela za hodinu při jízdě ve směru poledníku.
K měření rychlosti v uzlech sloužilo zařízení zvané log. Jednalo se o otáčivou cívku s navinutou šňůrou, která se z ní mohla volně odvíjet (cívka byla umístěna na ose, kterou držel námořník v rukou). Na konci šňůry bylo navázáno prkénko, které se spouštělo z paluby pohybující se lodi do moře. Šňůra logu byla opatřena plováky a ve vzdálenostech 14,4018 metrů (47 stop a 3 palce) na ní byly navázány uzly. Údaj v uzlech byl dán počtem uzlů prošlých rukama námořníka za 28 sekund (čas se měřil přesýpacími hodinami). Tato definice by odpovídala hodnotě 1 kt ≈ 1,851 66 km h−1, která se od dnešní definice užívající mezinárodní námořní míli liší o méně než 0,2 ‰.

## Užití v letectví

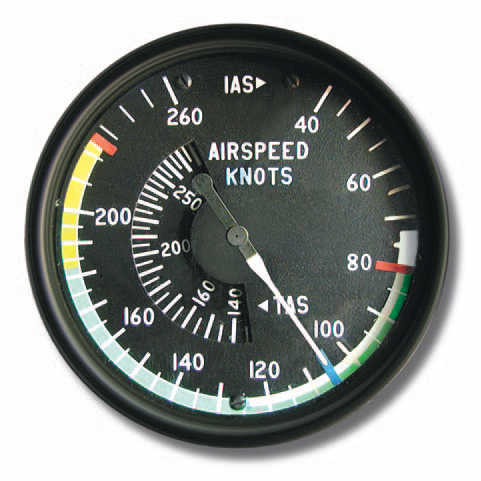
Letecký rychloměr s kalibrací v uzlech

V letectví se pomocí uzlů udává vzdušná rychlost; konkrétní varianty vzdušné rychlosti vyjádřené v uzlech se někdy označují zkratkami:
- KIAS – indikovaná vzdušná rychlost v uzlech (knots indicated airspeed)
- KTAS – pravá vzdušná rychlost v uzlech (knots true airspeed)
- KCAS – kalibrovaná vzdušná rychlost v uzlech (knots calibrated airspeed)
- KEAS – ekvivalentní vzdušná rychlost v uzlech (knots equivalent airspeed)

Kromě toho se uzel užívá jako jednotka v letecké meteorologii pro vyjadřování rychlosti větru.

## Uznávanost
Uzel není jednotkou soustavy SI, ale v současné době je již dovoleno jej s jednotkami této soustavy užívat (v odpovídajících oblastech užití). Vyhláška Ministerstva průmyslu a obchodu České republiky č. 264/2000 Sb. ho však mezi povolenými jednotkami neuvádí.

## Převod na jiné jednotky
- 1 kt = 1,852 km h−1 ≈ 0,5144 m s−1
- 1 m s−1 ≈ 1,943 84 kt
- 1 km h−1 ≈ 0,54 kt